# أليكسيس اليغيو ايلاندي
أليكسيس اليغيو ايلاندي (بالإسبانية: Alexis Suárez Martín)‏ (6 مارس 1974 بلاس بالماس دي غران كناريا في إسبانيا - ) هو لاعب كرة قدم إسباني في مركز الدفاع. لعب مع ريال بلد الوليد ونادي تينيريفي ونادي لاس بالماس ونادي ليفانتي.

## وصلات خارجية
- أليكسيس اليغيو ايلاندي على موقع قاعدة بيانات كرة القدم.إي يو (الإنجليزية)